# Darja Bajc
Darja Bajc (1985) è un'ex sciatrice alpina slovena.

## Biografia
Attiva in gare FIS dal gennaio del 2001, la Bajc in Coppa Europa disputò tre gare, a Innerkrems tra il 21 e il 23 gennaio 2004, ottenendo come miglior piazzamento il 65º posto in discesa libera. Si ritirò al termine della stagione 2005-2006 e la sua ultima gara fu il supergigante dei Campionati tedeschi juniores 2006, disputato il 25 marzo a Innerkrems e non completato dalla Bajc; in carriera non debuttò in Coppa del Mondo né prese parte a rassegne olimpiche o iridate.

## Palmarès

### Campionati sloveni
- 1 medaglia:
  - 1 argento (supergigante nel 2003)